# آزادلو (گرمی)
آزادلو روستایی است که در استان اردبیل، شهرستان گرمی، بخش موران، دهستان آزادلو قرار دارد. نام این روستا از درخت آزاد که زمانی در کوه‌های اطراف آن به وفور یافت می‌شد مشتق شده‌است. هم‌اکنون نیز در آنسوی مرز و در جمهوری آذربایجان کوه‌های روستای شاطرلو که چسبیده به آزادلوست درخت آزاد به وفور یافت می‌شود.

## جمعیت
بر اساس سرشماری سال ۱۳۸۵ جمعیت این روستا ۴۱۶ نفر با ۸۳ خانوار بوده‌است. طبق آمار سال ۱۳۹۰ بنیاد مسکن شهرستان گرمی، جمعیت این روستا برابر با ۴۰۷ نفر با ۸۰ خانوار می‌باشد. آزادلو از معدود روستاهای شهرستان گرمی می‌باشد که به دلایل جاذبه گردشگری و رونق باغداری با مهاجرت بی‌رویه از روستاها مواجه نبوده و در کنار حفظ سنت روستایی، ساختار مدرنی دارد.